# Liste der Bodendenkmäler in Wackersberg
Auf dieser Seite sind die Bodendenkmäler in der oberbayerischen Gemeinde Wackersberg zusammengestellt. Diese Tabelle ist eine Teilliste der Liste der Bodendenkmäler in Bayern. Grundlage ist die Bayerische Denkmalliste, die auf Basis des Bayerischen Denkmalschutzgesetzes vom 1. Oktober 1973 erstmals erstellt wurde und seither durch das Bayerische Landesamt für Denkmalpflege geführt wird. Die folgenden Angaben ersetzen nicht die rechtsverbindliche Auskunft der Denkmalschutzbehörde.

## Bodendenkmäler der Gemeinde Wackersberg

### Bodendenkmäler in der Gemarkung Oberfischbach
| Lage                     | Objekt | Akten-Nr.     | Bild                                          |
| ------------------------ | --- | ------------- | --------------------------------------------- |
| Oberfischbach (Standort) | Burgstall des hohen und späten Mittelalters (Hoheneck). Siehe auch: Burgstall Hoheneck                                                                        | D-1-8235-0017 |                                               |
| Oberfischbach (Standort) | Verebnete Grabhügel vorgeschichtlicher Zeitstellung. | D-1-8235-0028 |                                               |
| Oberfischbach (Standort) | Grabhügel vorgeschichtlicher Zeitstellung. | D-1-8235-0070 |                                               |
| Oberfischbach (Standort) | Untertägige mittelalterliche und frühneuzeitliche Befunde im Bereich der Katholischen Filialkirche St. Johann Baptist in Fischbach und ihrer Vorgängerbauten. | D-1-8235-0075 | mittelalterliche und frühneuzeitliche Befunde |

### Bodendenkmäler in der Gemarkung Unterfischbach
| Lage                      | Objekt | Akten-Nr.     | Bild |
| ------------------------- | --- | ------------- | ---- |
| Unterfischbach (Standort) | Körpergräber vor- und frühgeschichtlicher Zeitstellung. | D-1-8135-0014 |      |
| Unterfischbach (Standort) | Untertägige mittelalterliche und frühneuzeitliche Befunde im Bereich der Katholischen Filialkirche St. Margareta in Huppenberg und ihrer Vorgängerbauten. Siehe auch: Huppenberg | D-1-8135-0091 |      |
| Unterfischbach (Standort) | Grabhügel vorgeschichtlicher Zeitstellung. | D-1-8135-0096 |      |
| Unterfischbach (Standort) | Grabhügel vorgeschichtlicher Zeitstellung. | D-1-8235-0027 |      |

### Bodendenkmäler in der Gemarkung Wackersberg
| Lage                                    | Objekt | Akten-Nr.     | Bild           |
| --------------------------------------- | --- | ------------- | -------------- |
| Wackersberg (Standort)                  | Villa Rustica der römischen Kaiserzeit. | D-1-8235-0016 |                |
| Wackersberg Dorfstraße 24 (Standort)    | Untertägige mittelalterliche und frühneuzeitliche Befunde im Bereich der Katholischen Pfarrkirche St. Nikolaus in Wackersberg und ihrer Vorgängerbauten.                | D-1-8235-0071 | weitere Bilder |
| Wackersberg Nähe Hauptstraße (Standort) | Untertägige frühneuzeitliche Befunde im Bereich der Katholischen Kapelle Unsere Liebe Frau in Arzbach. Siehe auch: Arzbach                                              | D-1-8235-0074 | weitere Bilder |
| Wackersberg (Standort)                  | Untertägige frühneuzeitliche Befunde im Bereich der Pestkapelle St. Sebastian (Lehenkircherl) bei Lehen mit aufgelassenem Pestfriedhof. Siehe auch: Lehen (Wackersberg) | D-1-8235-0080 | weitere Bilder |